# Oracle, Arizona
Oracle je naseljeno područje za statističke svrhe u američkoj saveznoj državi Arizona. Prema popisu stanovništva iz 2010. u njemu je živjelo 3,686 stanovnika.
Na ovoj lokaciji se nalazi istraživačka postaja Biosphere 2. 

## ProjektBiosphere 2
Biosphere 2 istraživačka je postaja u Oracleu, u Arizoni. Projekt Biosphere 2 pokrenula je skupina pripadnika zajednice Synergia 1984. godine. Ideja je bila izgraditi drugu biosferu potpuno odvojenu od biosfere Zemlje. Svrha je bila ekološko istraživanje. Mislili su da će rezultati biti korisni za i kolonizaciju svemira. 
Između 1987. i 1991. izgrađena je ogromna staklena zgrada s različitim staništima (prašuma, maglena pustinja, savana, močvare mangrova i ocean). Također su bili prisutni poljoprivredno područje i stanište ljudi.
Godine 1991. posada od osam ljudi ušla je u Biosphere 2. Ostali su unutra dvije godine.
Od 2007. ovu istraživačku postaju koristi sveučilište u Arizoni.